# Michael Turnbull (Fußballspieler)
Michael Turnbull (* 24. März 1981 in Sydney) ist ein australischer Fußballspieler. Der Torhüter nahm an den Olympischen Spielen 2000 und zwei Junioren-Weltmeisterschaften teil.

## Vereinskarriere
Turnbull spielte zwischen 2000 und 2004 für die Marconi Stallions in der National Soccer League. Nach deren Einstellung wechselte er zum belgischen Klub Standard Lüttich, kam dort aber nicht zum Einsatz und verließ den Klub nach einem Jahr wieder, nachdem sein Ein-Jahres-Vertrag nicht verlängert wurde. Zurück in Australien spielte er Anfang 2006 für einige Monate bei Kingston City in der Victorian Premier League (VPL). Mitte 2006 erhielt er ein Angebot des neuseeländischen A-League-Klubs New Zealand Knights. Dort kam er im Verlauf der Saison zu sechs Einsätzen.
Zu Saisonende wurden die Knights vom Spielbetrieb zurückgezogen und Turnbull wechselte zurück nach Australien zu Sydney United in die New South Wales Premier League (NSWPL). Nach zwei Monaten bei Sydney kehrte er in die VPL zurück und spielte bis Jahresende bei den Oakleigh Cannons. Anfang 2008 spielte er erneut bei Sydney, bevor er zu deren Ligakonkurrenten Wollongong FC wechselte.

## Nationalmannschaft
Turnbull nahm an den Junioren-Weltmeisterschaften 1999 in Nigeria und 2001 in Argentinien teil. 1999 war er die ersten beiden Spiele hinter Anthony Breaden Ersatztorhüter. Im dritten und entscheidenden Gruppenspiel gegen Irland stand er dann bei der 0:4-Niederlage im Tor.
2001 war er in den beiden ersten Spielen gegen Japan und Tschechien Stammtorhüter, wurde aber im letzten Gruppenspiel durch Jess Vanstrattan ersetzt, der auch bei der Niederlage im Achtelfinale gegen Brasilien das Tor hütete.
Bereits 2000 war Turnbull Mitglied der Olympiamannschaft, die im eigenen Land am Fußballturnier teilnahm. Er war hinter Danny Milosevic Ersatztorhüter und kam beim Vorrundenaus nicht zum Einsatz. In der Qualifikation für die Olympischen Spiele 2004 kam er zu einigen Einsätzen, für das Endturnier wurden allerdings Brad Jones und Eugene Galekovic nominiert.